# Ursel Scheffler
Ursel Scheffler (Nuremberg, 29 de juliol de 1938) és una escriptora alemanya dedicada a la literatura infantil.
Va estudiar llengües romàniques i anglès a Erlangen i a Múnic. La seva aventura literària va començar cap als anys setanta i actualment ja ha publicat més de 300 llibres en editorials d'arreu i ha estat traduïda a més de 30 idiomes. De la seva obra destaca la col·lecció "El comissari Llampec" (publicada per Edicions del Pirata), sèrie detectivesca amb més de 30 títols.
Ursel Scheffler és ambaixadora de la fundació per la lectura i creadora el 2011 a Alemanya de la iniciativa "la Torre de Llibres", que promou la lectura entre els més joves i que s'està implementant a Catalunya.